# Sabahat Akkiraz

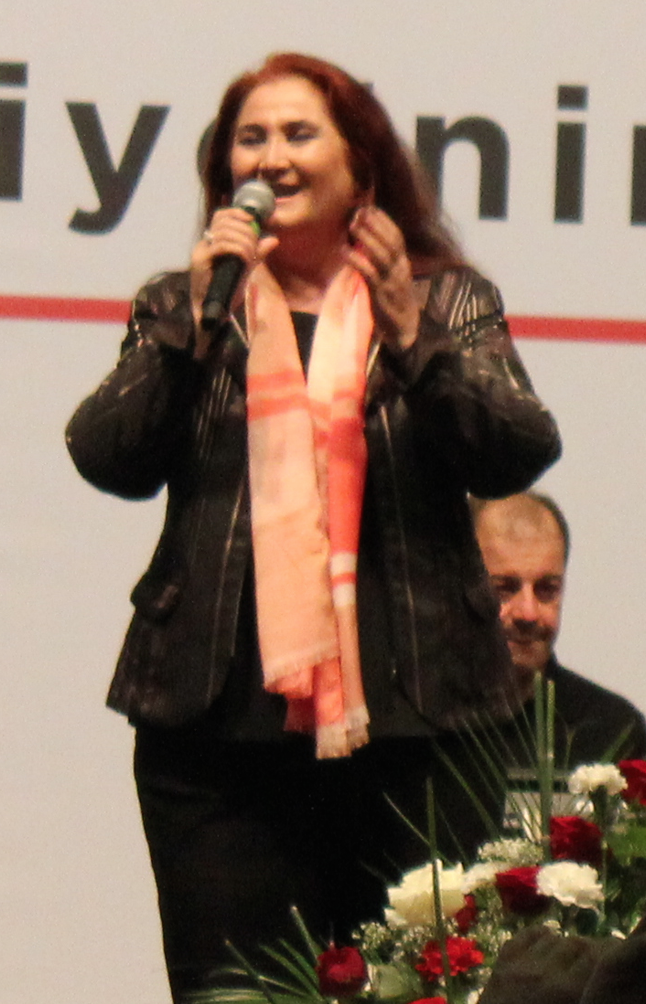
Sabahat Akkiraz 2015 in Düsseldorf

Sabahat Akkiraz (* 6. Februar 1955 im Dorf Yaylacik in Kangal/Sivas) ist eine türkische Sängerin und Parlamentsabgeordnete der Republikanischen Volkspartei (CHP).

## Leben
Akkiraz gehört der Glaubensrichtung der Aleviten an. Ihr eigentlicher Familienname lautet Akkiray. Sie wuchs im Dorf Yaylacik/Yortan in Kangal auf. Später übersiedelte die Familie nach Deutschland, wo Sabahat Akkiraz ihre Mittlere Reife ablegte.

## Karriere
Ihre erste Platte brachte Akkiraz mit 13 Jahren, in musikalischer Begleitung mit Arif Sağ und Orhan Gencebay auf den Markt. Im Jahr 1982 erschien ihr erstes Album Gül Yüzlü Sevdigim. Danach zog sie wieder zurück in die Türkei.
Sabahat Akkiraz gab in ganz Europa Konzerte wie z. B. in London beim Jazz-Festival oder im Lyoner Dogu-Festival. Im Jahr 1999 vertrat sie in der Queen Elizabeth Hall im Projekt Women of Tradition die Türkei. Sie war die erste türkisch-alevitische Sängerin, die auf der Bühne des Theatre de la Ville aufgetreten ist. 2001 absolvierte sie eine Tournee in den Niederlanden. 2004  gab sie zwei Konzerte in São Paulo. Sabahat Akkiraz arbeitete mit Arif Sağ, Musa Eroğlu, Muhlis Akarsu, Yavuz Top, Belkis Akkale, Mercan Dede und Erdal Erzincan. Sabahat Akkiraz' Ziel ist es, die alevitische Musik und die Kultur der Welt näher zu bringen.
Im Jahr 2010 gewann sie einen Altın Kelebek Award in der Kategorie Beste türkische Volksmusikerin.

## Politik
2010 trat sie der Republikanischen Volkspartei bei und kandidierte für die Parlamentswahlen am 12. Juni 2011 für die Provinz Istanbul und wurde ins Parlament gewählt. Anlässlich der Proteste in der Türkei 2013 kondolierte sie den Angehörigen des ersten Todesopfers und bezeichnete diesen als Märtyrer.

## Diskografie

### Alben
| - 1982: Gül Yüzlü Sevdigim - 1983: Safak Söktü - 1984: Insana Muhabbet Duyali - 1984: Bir Gercege Bel Bagladim - 1986: Bos Yere Kavgayi Zahmet Biliriz - 1988: Fazilet - 1989: Deli Gönül - 1990: Bendeki Yaralar - 1992: Yalan Dünya - 1994: Daglar Kardesimi Geri Verin - 1996: Yigit Insanlarin Türküleri - 1998: Türkülerle Gide Gide - 1999: Yüregimin Sesi - 2000: Deli Dervis - 2001: Alevite Singing - 2002: Lamekan - 2003: Kaygusuz - 2005: Seyran - 2007: Türkü Hayattir - 2014: Turap - 2017: Sabahat Akkiraz & Dostları 47 - 2021: Aşıkân - 2023: Harabati Livealben - 2003: Konserler - 2010: Live – Dillerdeki Türküler Kompilationen - 2011: Seçmeler - 2020: Sabahat Akkiraz ile 50 Yıl Kollaborationen - 2006: Kulliyat (mit Orient Expressions) - 2008: Birlikte Türküler Söylüyoruz (mit Mustafa Özarslan) | Weitere Veröffentlichungen - 1985: Halay Basi Kim Ceker - 1985: Bir Yigit Gurbete Gitse - 1987: Sabahat Akkiraz 2 - 1990: Halk Ozanlari Avrupa Konzeri 1 - 1991: Halk Ozanlari Avrupa Konzeri 2 - 1991: Zalim - 1993: Yine Bahar Geldi - 1995: Asagidan Bir Yel Esti - 1997: Garip Gurbete - 1997: Muhabbet Bagi - 2002: Kinali Kar - 2004: Muhabbet Türküler - 2004: Su - 2006: Can Türküler 1 - 2006: Homegrown Istanbul - 2007: Harman |

### Singles (Auswahl)
- 1996: Değme Felek
- 2003: Tevhid
- 2017: Böyle Olur Mu (mit Aylin Aslım)
- 2017: Aşağıdan Gelir Omuz Omuza (mit Mehmet Erdem)
- 2017: Yeşil İpek (mit Bedük)
- 2020: Beni Gör Bana Gel (mit Erci E.)
- 2023: Bergüzar

## Auszeichnungen
- 2010: Altın Kelebek Award in der Kategorie Beste türkische Volksmusikerin